# فرودگاه غربی زیریانکا
فرودگاه غربی زیریانکا (به روسی: Аэропорт Зырянка) فرودگاهی واقع در ۸ کیلومتری غرب زیریانکا در کشور روسیه است.

## شرکت‌های هواپیمایی و مقصدهای پروازی
| شرکت‌های هواپیمایی | مقصدهای پروازی |
| ----------------- | -------------- |
| یاکوتیا ایرلاینز  | Yakutsk        |